# Aouille de Criou
Pour les articles homonymes, voir Ouille (homonymie).
L'Aouille de Criou ou aiguille de Criou est une montagne de Haute-Savoie qui culmine à 2 207 mètres d'altitude sur la commune de Samoëns.

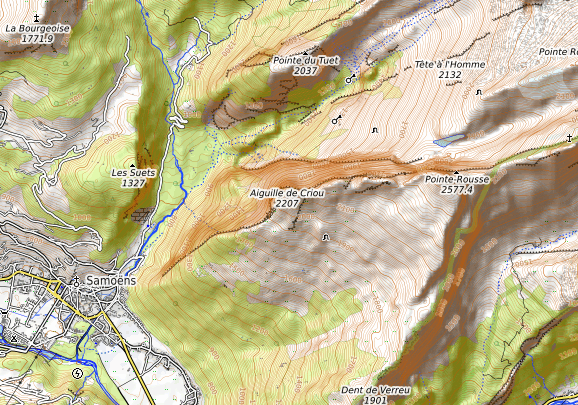
Carte topographique de l'Aouille de Criou.